# Le Secret de Razin
 (octobre 2023).
Si vous disposez d'ouvrages ou d'articles de référence ou si vous connaissez des sites web de qualité traitant du thème abordé ici, merci de compléter l'article en donnant les références utiles à sa vérifiabilité et en les liant à la section « Notes et références ».
Le Secret de Razin est un roman d'Armand Herscovici paru pour la première fois en 2006. C'est le deuxième tome de la série Mesopotamia.

## Résumé
3000 ans avant Jésus-Christ, Uruk en pays Sumer.
L'histoire de Razin, fils d'esclave qui, accueilli dans une famille de notables va devenir un scribe et un personnage important au palais du roi.
Après des intrigues, il est obligé de s'enfuir et part à la recherche du fabuleux œuf noir de la légende.
Le roman décrit la naissance de l'écriture et de l'économie : La civilisation sumérienne, avec l’émergence des villes, le recours à la divination, l’invention de la roue et les débuts de la métallurgie à l’âge du bronze.